# 鹿島線
鹿島線（日语：／ Kashima sen */?）是一條連結千葉縣香取市香取站至茨城縣鹿嶋市鹿島足球場站，屬於東日本旅客鐵道（JR東日本）的鐵路線（地方交通線）。

## 概要
全線根據旅客營業規則列為「東京近郊區間」。截至2015年8月，除香取站以外不能使用Suica等交通系IC卡。全線都沒有設置綠窗口、自動檢票機。關東地方全線所屬車站都不設自動檢票機的JR線除此線外還有烏山線和久留里線。
2020年3月14日改點後，全線都可以使用Suica。

## 路線資料
- 管轄（事業類別）：東日本旅客鐵道（第一種鐵道事業者）、日本貨物鐵道（第二種鐵道事業者）
- 路線距離（營業距離）：17.4公里[1]
- 軌距：1,067毫米
- 站數：6個（包括起終點站）[1]
  - 若只限屬於鹿島線的車站，排除屬於成田線的香取站[2]則為5個。
- 複線路段：沒有（全線單線）
- 電氣化路段：全線（直流1500V）
- 閉塞方式：自動閉塞式
- 保安裝置：ATS-P
- 最高速度：85公里/小時
- 表定速度：56.8公里/小時
- 運轉指令所（日语：運転指令所）：千葉綜合指令室（成田指令、CTC）

全線由JR東日本千葉支社管轄。

## 車站列表
為方便起見，記載所有列車直通到成田線佐原站的路段。
- 鹿島線內所有定期客運列車除臨時站以外停靠所有車站
- 軌道（全線單線） … ◇：可進行列車交會、｜：不可進行列車交會

| 路線名           | 中文站名 | 日文站名 | 英文站名 | 站間營業距離 | 累計営業距離                                         | 接續路線                                        | 軌道   | 所在地        | 所在地        |
| ---------------- | -------- | -------- | -------- | ------------ | ---------------------------------------------------- | ----------------------------------------------- | ------ | ------------- | ------------- |
| 成田線           | 佐原     |          |          | -            | 3.6                                                  | 東日本旅客鐵道：■成田線（成田方向）（直通運行） | ◇      | 千葉縣 香取市 | 千葉縣 香取市 |
| 成田線           | 香取     |          |          | 3.6          | 0.0                                                  | 東日本旅客鐵道：■成田線（銚子方向）             | ◇      | 千葉縣 香取市 | 千葉縣 香取市 |
| 鹿島線           | 香取     |          |          | 3.6          | 0.0                                                  | 東日本旅客鐵道：■成田線（銚子方向）             | ◇      | 千葉縣 香取市 | 千葉縣 香取市 |
| 十二橋           |          |          | 3.0      | 3.0          |                                                      | ｜                                              |        | 千葉縣 香取市 | 千葉縣 香取市 |
| 潮來             |          |          | 2.2      | 5.2          |                                                      | ◇                                               | 茨城縣 | 潮來市        |               |
| 延方             |          |          | 5.2      | 10.4         |                                                      | ◇                                               | 茨城縣 | 潮來市        |               |
| 鹿島神宮         |          |          | 3.8      | 14.2         | 鹿島臨海鐵道：大洗鹿島線（水戶方向：客運列車轉乘站） | ◇                                               | 茨城縣 | 鹿嶋市        |               |
| （臨）鹿島足球場 |          |          | 3.2      | 17.4         | 鹿島臨海鐵道：大洗鹿島線、鹿島臨港線（貨物線）       | ◇                                               | 茨城縣 | 鹿嶋市        |               |

- ※：佐原－香取段為成田線
- 與大洗鹿島線於終點鹿島足球場站接續，實際的與佐原方向－鹿島神宮之間的客運列車於鹿島神宮站轉乘。

## 腳注
1. 1 2  『歴史でめぐる鉄道全路線 国鉄・JR』 通巻26号 総武本線・成田線・鹿島線・東金線 21頁
2. ↑  『停車場変遷大事典 国鉄・JR編』JTB 1998年 ISBN 978-4533029806

## 關連項目
- 日本鐵路線列表
- 成田線
- 鹿島號（日语：かしま号） - 競爭巴士路線

## 外部連結
- 総武・房総路線図PDF - 東日本旅客鐵道千葉支社